# Ауэршперг, Андреас фон
Андреас фон Ауэршперг (нем. Andreas von Auersperg; 9 апреля 1556, Жужемберк — 5 сентября 1593, Карловац) — военный деятель, отличившийся в битве при Сисаке.
Представитель рода Ауэршпергов.

## Биография
Потеряв в раннем возрасте родителей, он стал подопечным одного из родственников Йоханна Ауэршперга. В 1569 году он отправился учиться в Тюбинген, где благодаря вмешательству Приможа Трубара его наставником стал Бернард Штайнер. Получив начальное образование, он в 1573 году поступил сперва в Падуанский университет, а через год в Болонский университет. Закончив учёбу, Ауэршперг посвятил себя обучению военному делу, что позволило ему в 1577 году сопровождать эрцгерцога Матвея в нидерландские провинции. Год спустя он начал принимать участие в боевых действиях против турок в Крайне. За следующие десять лет ему удалось построить карьеру от командира группы аркебузиров до главнокомандующего военными землями.

### Битва при Сисаке
Бой с турками, начавшийся 22 июня 1593 года возле города Сисак, Ауэршперг встретил в качестве командующего группой из 300 лёгких кавалеристов, набранных в Карловаце. За победу в этой битве он получил личную благодарность от Папы Климента VII.